# ناتاليا مولشانوفا
ناتاليا مولشانوفا (8 مايو 1962 - 2 أغسطس 2015)، بطلة روسية في الغوص الحر وحاملة للعديد من الأرقام القياسية العالمية. اختقت في 2 أغسطس 2015 أثناء إعطائها درس خاص في فورمينتيرا.